# 周綬
周綬（？—？），浙江於潛縣（今杭州市臨安區於潛鎮）人。明初政治人物。

## 生平
洪武二十七年（1394年）甲戌科三甲進士。授行人司行人。